# 32428 Peterlangley
32428 Peterlangley este o planetă minoră (asteroid), cu un diametru de 2,211 km, din centura de asteroizi. A fost descoperită pe 3 septembrie 2000 la Experimental Test Site⁠(d) de Lincoln Near-Earth Asteroid Research. 
Obiectul prezintă o orbită caracterizată de o semiaxă mare de 2,4844473 UAi, o excentricitate de 0,09, o înclinație de 6,75249 ° în raport cu ecliptica.